# Ängelholms FF
Ängelholm/Engelholm fodboldforening (FF), er en fodboldklub fra Christian II:s by Engelholm i Skåne, stiftet i år 1976. Klubben har i 2000'erne spillet i den næstbedste svenske række Superettan. Højdepunktet var sæsonen 2011, hvor man spillede to kvalifikationskampe til den bedste række Allsvenskan, men tabte på selvmål med kun 15 sekunder tilbage.
Desværre har klubben aldrig som de nordvestskånske kollegaer i Helsingborg, Landskrone, Rå, Højenæs eller Gundestrup kunnet tiltrække tilskuere. I Engelholm er det ishockey og Røgle hvilket først og fremmest gælder. Den 22. december 2016 indgav klubben konkursbegæring. Den 17. januar 2017 blev det imidlertid meddelt, at klubben blev reddet fra konkurs.
Spillerdragten er gule bluser og gule bukser.